# Arenostola delattini
Arenostola delattini là một loài bướm đêm trong họ Noctuidae.